# Янгужинский Майдан
Янгужинский Майдан — село, входит в состав Красношадымской сельской администрации в Ковылкинском районе Мордовии.
Расположено на ручье Вжатка, в 37 км от районного центра и железнодорожной станции Ковылкино. Название-термин: майдан — (площадь, сборище) место производства поташа; определение характеризует местность — от ст.сл. ян кужа «поляна у дороги». В письменных источниках упоминается с XVII в. В «Списке населённых мест Пензенской губернии» (1869) Янгужинский Майдан (Никольское) — село владельческое из 344 дворов Наровчатского уезда. В 1912 г. в селе было 418 дворов (2 751 чел.); кирпичный, винокуренный и стекольный заводы, земская школа, 3 хлебозапасных магазина, 5 ветряных мельниц, 2 маслобойки, шерсточесалка, 2 кузницы.
В 1931 г. в селе насчитывался 81 двор (429 чел.). Были созданы колхозы им. Жданова и им. Калинина, с 1946 г. — «Память борцам» и «Красноармеец», с 1960 г. — отделение совхоза «Челмодеевско-Майданский», с 1965 г. — «Восток», с 1978 г. — «Заря», с 1996 г. — ТОО, с 2001 г. — СХПК, с 2002 г. — ТНВ «Янгужинский Майдан и Ко». В современном селе — библиотека, Дом культуры, медпункт, отделение связи, 1 магазин.
Янгужинский Майдан — родина полного кавалера ордена Славы Е. Ф. Ершова, хирурга В. И. Панкова.

## Население
| 2002 | 2010 |
| ---- | ---- |
| 220  | ↘170 |

Национальный состав: в основном русские.

## Источник
- Энциклопедия Мордовия, Т. Н. Кадерова.